# Otostigmus diringshofeni
Otostigmus diringshofeni är en mångfotingart som beskrevs av Wolfgang Bücherl 1969. Otostigmus diringshofeni ingår i släktet Otostigmus och familjen Scolopendridae. Inga underarter finns listade i Catalogue of Life.